# Carl Pelman

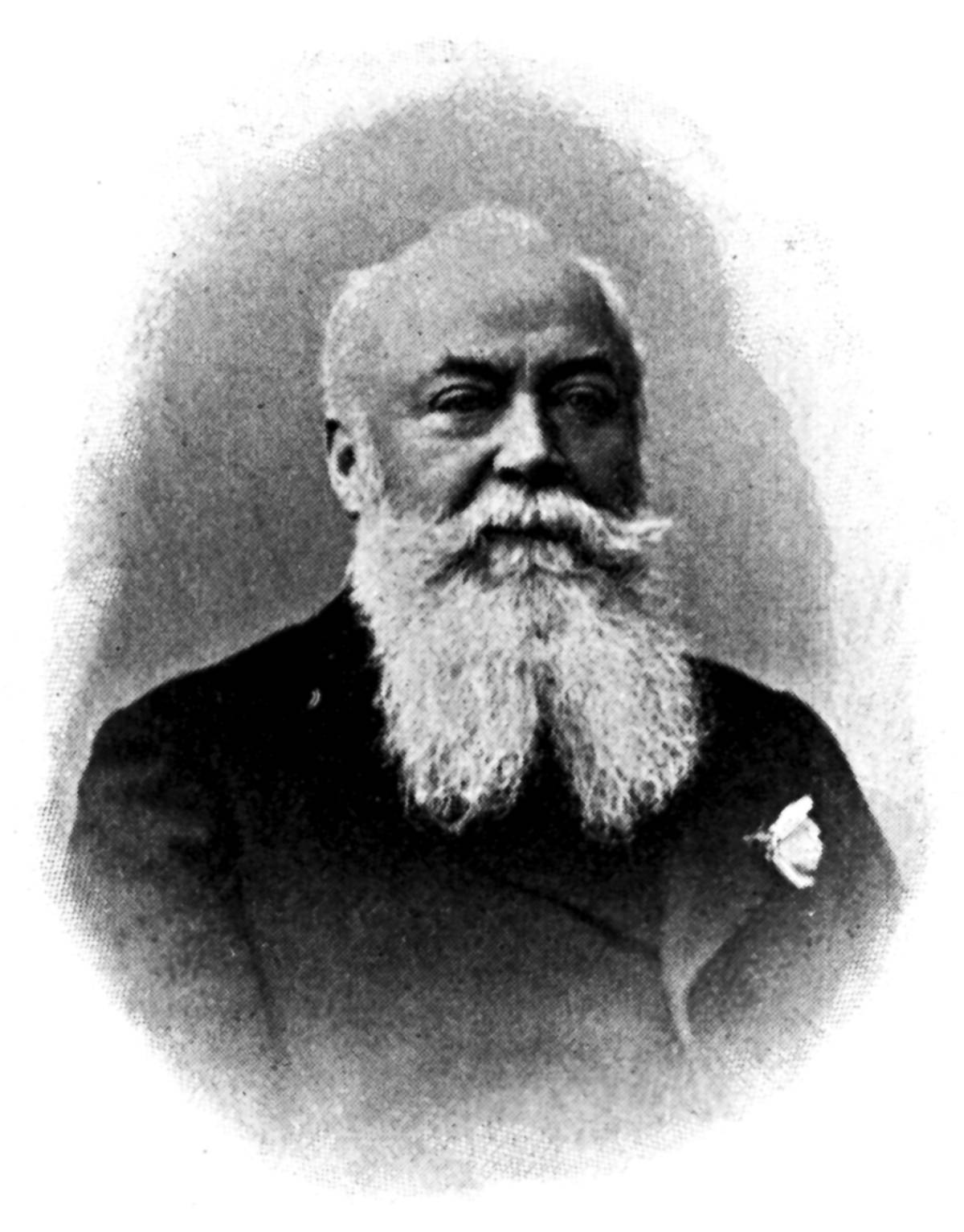
Carl Wilhelm Pelman

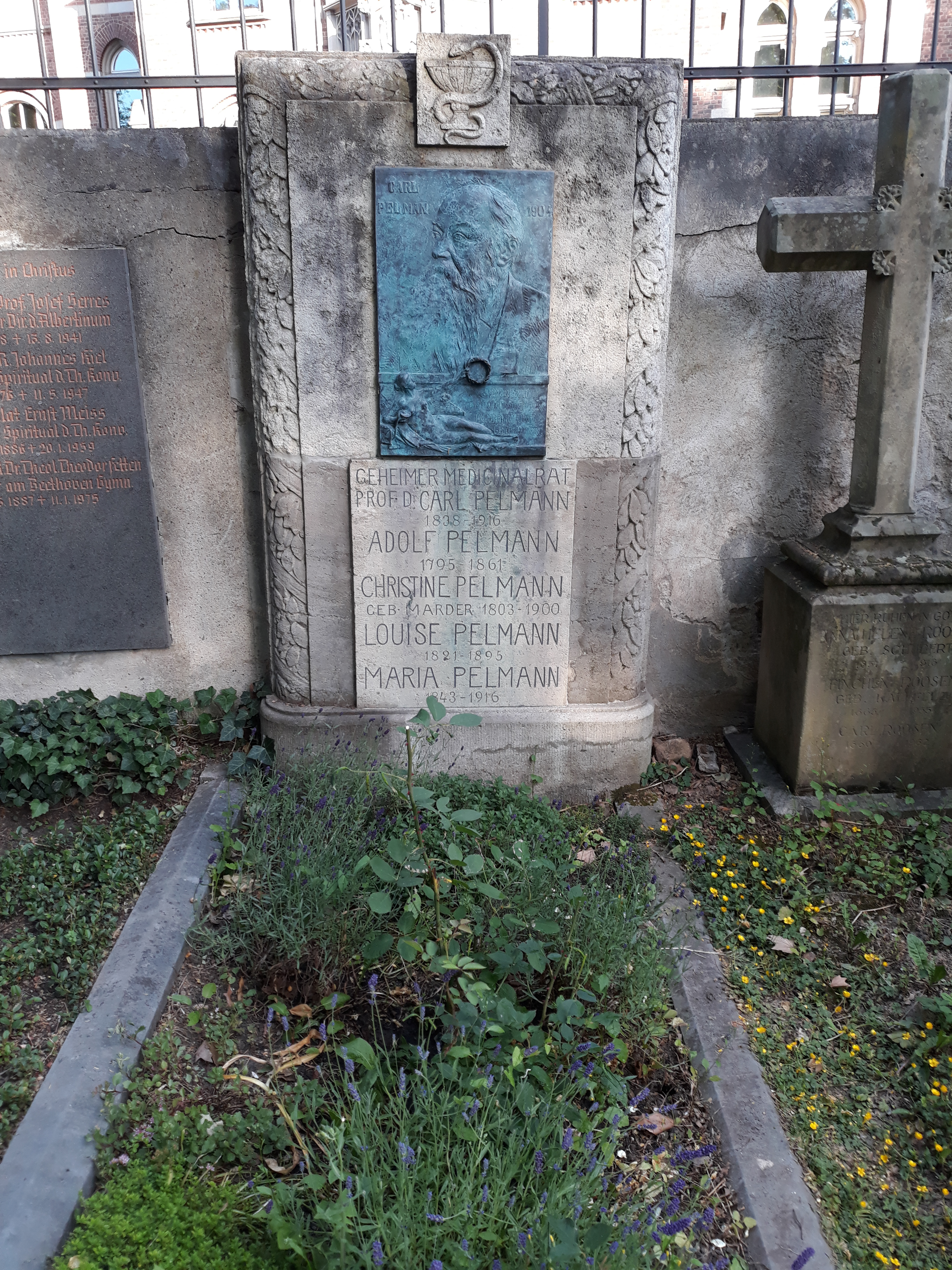
Das Grab von Carl Pelman im Familiengrab mit seinen Eltern auf dem Alten Friedhof Bonn.

Carl Georg Wilhelm Pelman (* 24. Januar 1838 in Bonn; † 21. Dezember 1916 ebenda) war ein deutscher Psychiater. Er war ärztlicher Direktor der ehemaligen Provinzial-Irrenanstalt Bonn. Sprichwörtlich wurde in Bonn die scherzhafte Drohung: „Pass op, sonst küss de bei de Pelmann“ (Pass auf, sonst kommst du zum Pelman).

## Leben
Carl Pelman studierte an der Universität Bonn und wurde 1860 promoviert. Er ging noch während des Studiums als „wohlbestallter Kandidat der Medizin an der Bonner Hochschule“ nach Siegburg, wo er sich in der dortigen „Irrenheilanstalt“ unter der Leitung von Karl Friedrich Werner Nasse der Psychiatrie widmete. 1871 wurde er Leiter der Irrenanstalt Stephansfeld im Elsass und 1876 der neuerrichteten Provinzial-Heil- und Pflegeanstalt Grafenberg bei Düsseldorf. Nach dem Tod von Nasse übernahm er 1889 die Direktion der Provinzialanstalt in Bonn und wurde erster ordentlicher Professor für Psychiatrie an der Universität Bonn. Im gleichen Jahr 1889 wurde er zum Mitglied der Leopoldina gewählt. Im Jahr 1904 schied er aus Altersgründen freiwillig aus seiner Tätigkeit aus. Pelman veröffentlichte mehrere Schriften zur Psychiatrie. Er verbrachte seinen Lebensabend in Bonn und starb 1916 an einer Lungenentzündung.
Pelman beschrieb in seiner Autobiographie die Behandlungsmethoden der damaligen Zeit. Dabei illustriert er den aggressiven Aspekt der damaligen Therapieformen. Es wurden Hirnhautentzündungen oder Erbrechen provoziert. Patienten wurden dauerhaft mechanisch ruhiggestellt. Die Patienten wurden Reizen wie Kälte, Hitze oder Wasser ausgesetzt. Pelman war ein entschiedener Gegner dieser Methoden. Wie auch Bernhard von Gudden setzte er sich für eine menschenwürdige Behandlung der Patienten ein. Er strebte ein partnerschaftliches Verhältnis von Arzt und Patient an.

## Werke
- Dr. Carl Pelman: Erinnerungen eines alten Irrenarztes. Bonn 1912
- Beiträge zu Albert Eulenburgs Real-Encyclopädie der gesammten Heilkunde. Erste Auflage.
  - Band 7 (1881) (Digitalisat), S. 268–275: Irrenanstalten; S. 275–283: Irrenbehandlung; S. 283–287: Irrengesetzgebung
  - Band 13 (1883) (Digitalisat), S. 658–662: Trinker und Trinkerasyle